# لوسي دايموند
لوسي دايموند (بالإنجليزية: Lucy Diamond)‏ (1970)؛ كاتِبة مُتخصِّصة في أدب الأطفال وروائية بريطانية.